# Huân lang Thorel
Huân lang Thorel (danh pháp hai phần: Wendlandia thorelii) là một loài thực vật thuộc họ Thiến thảo. Đây là loài bản địa của Lào và Việt Nam.